# Carl Venne
Carl Venne   (Helena, 20 de juliol de 1946 - Hardin, 15 de febrer de 2009), amb el nom crow Aashiise Dakatak Baacheitchish, fou fins a la seva mort el cap de la branca executiva de la Nació Crow. Va guanyar les eleccions especials de novembre de 2002 després que el setembre del mateix any dimitís el cap Clifford Birdinground. Venne va jurar el càrrec el 12 de novembre de 2002. Va servir fins a la seva mort el 15 de febrer de 2009. Venne va servir al Montana Meth Project i al Consell Assessor del Departament de Correccions de l'estat de Montana.
Venne va morir el 15 de febrer de 2009, als 62 anys. Tenia dues filles i un fill. Va servir a l'exèrcit dels Estats Units durant la Guerra de Vietnam.